# Paskov (stacja kolejowa)
Paskov – stacja kolejowa w Paskovie, w kraju morawsko-śląskim, w Czechach. 

## Historia
Stacja kolejowa zlokalizowana na uboczu wsi, na wschodnim brzegu rzeki Ostrawicy została otwarta w 1871 roku. Wybudowano murowany dworzec, później zbudowano nowoczesny budynek stacyjny z pojedynczym peronem, w którym znajdują się kasy biletowe i posterunek dyżurnego ruchu. W bliskim sąsiedztwie dworca kolejowego zlokalizowany jest budynek funkcjonujący jako przechowalnia rowerów. Na stacji kolejowej znajduje się eksploatowana bocznica do byłej kopalni Staříč I.